# 42910 Samanthalawler
42910 Samanthalawler este o planetă minoră (asteroid), cu un diametru de 4,765 km, din centura de asteroizi. A fost descoperită pe 5 septembrie 1999 la Stația Anderson Mesa de Lowell Observatory Near-Earth-Object Search și a fost numită după Samantha Lawler⁠(d). 
Obiectul prezintă o orbită caracterizată de o semiaxă mare de 2,3966610331159 UAi, o excentricitate de 0,23080472035338, o înclinație de 10,022437263 ° în raport cu ecliptica.